# Beals Wright
Beals Colemen Wright (ur. 19 grudnia 1879 w Bostonie, zm. 23 sierpnia 1961 w Alton) – amerykański tenisista, zwycięzca mistrzostw USA w grze pojedynczej i podwójnej, mistrz olimpijski.

## Kariera tenisowa
W 1898 i 1899 roku Wright zdobył dwa tytuły mistrzowskie w rozgrywkach międzyuczelnianych USA.
W 1905 roku wygrał mistrzostwa USA (obecnie US Open) w grze pojedynczej, pokonując w finale obrońcę tytułu, Holcombe'a Warda. Ponadto trzykrotnie przegrywał w finale zawodów, w 1901, 1906 i 1908 roku. W 1910 roku osiągnął finał rundy pretendentów (All Comers) na Wimbledonie.
W grze podwójnej odniósł trzy triumfy w mistrzostwach USA, w latach 1904–1906, a dokonał tego z Holcombem Wardem. Również trzy razy ponosił porażkę w finałowym meczu, w 1901, 1908 i 1918 roku. W 1907 roku był finalistą Wimbledonu, wspólnie z Karlem Behrem.
Od 1899 roku Wright klasyfikowany był w czołowej dziesiątce tenisistów amerykańskich, łącznie przez 11 sezonów.
W 1904 roku, podczas igrzysk olimpijskich w Saint Louis sięgnął po dwa złote medale, w grze pojedynczej i grze podwójnej, w parze z Edgarem Leonardem. Został tym samym drugim leworęcznym triumfatorem tego turnieju.
W sezonach 1905, 1907, 1908 i 1911 reprezentował USA w Pucharze Davisa, doprowadzając zespół narodowy do finału rozgrywek w 1908 roku. W decydującym meczu pokonał dwóch czołowych graczy australijskich, Anthony'ego Wildinga i Normana Brookesa, jednak ostatecznie to Australia zdobyła trofeum po zwycięstwie 3:2.
W 1956 roku został przyjęty do międzynarodowej tenisowej galerii sławy.

### Finały w turniejach wielkoszlemowych

#### Gra pojedyncza (1–3)
| Końcowy wynik | Nr | Data | Turniej                              | Nawierzchnia | Przeciwnik       | Wynik finału       |
| ------------- | -- | ---- | ------------------------------------ | ------------ | ---------------- | ------------------ |
| Finalista     | 1. | 1901 | U.S. National Championships, Newport | Trawiasta    | William Larned   | 2:6, 8:6, 4:6, 4:6 |
| Zwycięzca     | 1. | 1905 | U.S. National Championships, Newport | Trawiasta    | Holcombe Ward    | 6:2, 6:1, 11:9     |
| Finalista     | 2. | 1906 | U.S. National Championships, Newport | Trawiasta    | William Clothier | 3:6, 0:6, 4:6      |
| Finalista     | 3. | 1908 | U.S. National Championships, Newport | Trawiasta    | William Larned   | 1:6, 2:6, 6:8      |

#### Gra podwójna (3–4)
| Końcowy wynik | Nr | Data | Turniej                                | Nawierzchnia | Partner        | Przeciwnicy                     | Wynik finału            |
| ------------- | -- | ---- | -------------------------------------- | ------------ | -------------- | ------------------------------- | ----------------------- |
| Finalista     | 1. | 1901 | U.S. National Championships, Newport   | Trawiasta    | Leo Ware       | Dwight Davis Holcombe Ward      | 3:6, 7:9, 1:6           |
| Zwycięzca     | 1. | 1904 | U.S. National Championships, Newport   | Trawiasta    | Holcombe Ward  | Kreigh Collins Raymond Little   | 1:6, 6:2, 3:6, 6:4, 6:1 |
| Zwycięzca     | 2. | 1905 | U.S. National Championships, Newport   | Trawiasta    | Holcombe Ward  | Fred Alexander Harold Hackett   | 6:4, 6:4, 6:1           |
| Zwycięzca     | 3. | 1906 | U.S. National Championships, Newport   | Trawiasta    | Holcombe Ward  | Fred Alexander Harold Hackett   | 6:3, 3:6, 6:3, 6:3      |
| Finalista     | 2. | 1907 | Wimbledon, Londyn                      | Trawiasta    | Karl Behr      | Norman Brookes Anthony Wilding  | 4:6, 4:6, 2:6           |
| Finalista     | 3. | 1908 | U.S. National Championships, Newport   | Trawiasta    | Raymond Little | Fred Alexander Harold Hackett   | 1:6, 5:7, 2:6           |
| Finalista     | 4. | 1918 | U.S. National Championships, Nowy Jork | Trawiasta    | Fred Alexander | Vincent Richards William Tilden | 3:6, 4:6, 6:3, 6:2, 2:6 |